# Carlo Bomans
Carlo Bomans (Bree, 10 giugno 1963) è un ex ciclista su strada belga, professionista dal 1986 al 1998.

## Carriera
Nel 1981 divenne campione belga juniores. L'anno dopo passò tra i dilettanti: in quattro stagioni nella categoria ottenne 46 successi, tra cui quelli nel campionato belga militare 1983, nell'Omloop Het Volk 1984 e in numerosi criterium.
Passò professionista all'inizio del 1986 con il team Lotto-Merckx. In quella stagione conseguì il primo successo da pro, aggiudicandosi una tappa al Giro del Belgio; venne inoltre convocato in Nazionale per i campionati del mondo. Nel 1989 vinse il titolo di campione nazionale su strada, mentre l'anno dopo si aggiudicò una tappa alla Parigi-Nizza e concluse quarto al Giro delle Fiandre e sesto alla Parigi-Tours.
Nel 1991 fu terzo alla Parigi-Roubaix, nel 1996 conquistò invece la E3 Prijs Vlaanderen. Si ritirò dall'attività agonistica al termine della stagione 1998. Per sei stagioni vestì la divisa della GB/Mapei. In carriera partecipò a sette Tour de France e a cinque campionati del mondo.

## Palmarès
- 1983 (Dilettanti)

Campionati belgi militari, Prova in linea
7ª tappa Vuelta a Chile
- 1984 (Dilettanti)

Parigi-Troyes
Omloop Het Volk
6ª tappa, 2ª semitappa, Giro delle Regioni
- 1985 (Dilettanti)

Troyes-Digione
Bruxelles-Zepperen
Zonhoven-Anversa-Zonhoven
Grand Prix Eddy Merckx
- 1986

2ª tappa Giro del Belgio (Oudenaarde > Genval)
- 1989

Druivenkoers
Campionati belgi, Prova in linea
4ª tappa Giro del Belgio (Torhout > Werchter)
- 1990

1ª tappa Tour Méditerranéen (Le Barcarès > Béziers)
7ª tappa Tour Méditerranéen (Saint-Cyr-sur-Mer > Antibes)
3ª tappa Parigi-Nizza (Nevers > Lione)
2ª tappa, 2ª semitappa, Tour de l'Oise
- 1991

5ª tappa Étoile de Bessèges (Bessèges > Bessèges)
Druivenkoers
- 1994

Dwars door België
Grand Prix Raymond Impanis
- 1996

E3 Prijs Vlaanderen

### Altri successi
- 1989

Criterium di Peer
- 1990

Classifica a punti Tour de l'Oise
- 1993

4ª tappa Tour de France (cronometro a squadre)
Criterium di Sint-Truiden
- 1994

3ª tappa Tour de France (cronometro a squadre)
Criterium di Dilsen
Criterium di Vichte
Criterium di Stekene
- 1995

Criterium di Sint-Truiden
- 1996

Criterium di Houthalen-Helchteren

## Piazzamenti

### Grandi Giri
- Tour de France

1986: ritirato
1989: 137º
1990: 110º
1991: ritirato
1993: ritirato
1994: 76º
1995: ritirato

### Classiche monumento
- Milano-Sanremo

1986: 90º
1988: 49º
1993: 55º
1996: 66º
1997: 126º
- Giro delle Fiandre

1986: 37º
1990: 4º
1991: 12º
1993: 50º
1994: 14º
1996: 27º
1997: 22º
1998: 16º
- Parigi-Roubaix

1989: 35º
1990: 28º
1991: 3º
- Liegi-Bastogne-Liegi

1991: 14º
1998: 78º

### Competizioni mondiali
- Campionati del mondo

Colorado Springs 1986 - In linea: 85º
Chambéry 1989 - In linea: ritirato
Oslo 1993 - In linea: ritirato
Agrigento 1994 - In linea: ritirato
San Sebastián 1997 - In linea: ritirato